# Bartomeu Gras
Bartomeu Gras (Reus, 1386 - ?) va ser tresorer reial i diplomàtic.
El 1410 era notari a Barcelona i del 1416 a 1420 tresorer del rei Alfons el Magnànim. Segons l'historiador reusenc Andreu de Bofarull el rei el va enviar com a ambaixador davant del papa Nicolau V i el nomenà secretari i escrivà de la seva esposa Maria de Castella l'any 1440. El príncep Carles de Viana, fill de Joan II, el va enviar amb poders a Portugal el 1460 per tractar el seu casament amb Caterina, filla del rei Eduard I de Portugal. El rei Joan II el va nomenar ambaixador el 1469 davant del comte de Foix.
Però l'historiador i geògraf Josep Iglésies qüestiona aquestes afirmacions de Bofarull, ja que el 1469 Bartomeu Gras tindria més de 80 anys, i és una edat molt avançada per a ser ambaixador. Cita un document de Maria de Castella de l'any 1422 on fa referència al testament de Bartomeu Gras. Iglésies pensa que Bartomeu Gras morí aquell any, i que el secretari de Maria de Castella i ambaixador va ser el seu fill, també Bartomeu Gras i també reusenc, ja que és citat com a "Bartomeu de Reus" en un document de 1454.